# 핀과 제이크의 어드벤처 타임 시즌 9
《핀과 제이크의 어드벤처 타임》의 아홉 번째 시즌은 2017년 4월 21일부터 7월 21일까지 미국 카툰 네트워크에서 방영되었다. 프레드레이터 스튜디오와 카툰 네트워크 스튜디오에서 제작한 이 작품은 종말 이후의 세상인 우 랜드에서 사는 인간 소년 핀과, 마법의 힘으로 몸의 크기와 모양을 자유자재로 변화시킬 수 있는 개 제이크의 모험을 다루고 있다.
애덤 무토, 샘 올던, 폴리 구오, 수 킴, 솜빌레이 제이어폰, 로라 크네츠거, 스티브 울프하드, 톰 허피치, 그레이엄 폴크, 켄트 오즈번, 한나 K. 니스트롬, 알렉스 숀월드가 스토리보드 작가를 맡았다. 에피소드 〈Ketchup〉에서는 객원 애니메이터 알렉스와 린지 스몰부테라가 제작에 참여하였다. 이번 시즌에서는 핀의 과거를 찾아 나서는 동안 원소의 힘에 의해 디스토피아 세계로 변해 버린 우 랜드의 이야기를 다룬 미니시리즈 《Elements》(더빙명 《원소의 정령》)가 방영되었다.
첫 화 〈Orb〉와 마지막 화 〈Three Buckets〉는 각각 71만 명과 85만 명이 시청하면서 시즌이 거듭될 수록 꾸준한 시청률 하락세를 보였다. 그러나 평론가들로부터는 대체로 긍정적인 평가를 받았으며, 〈Ketchup〉을 제작한 알렉스와 린지 스몰부테라는 프라임타임 크레이티브 아츠 에미상에서 애니메이션 부문 뛰어난 개인상을 수상하였다.

## 개발

### 설정
이 작품은 종말 이후의 세상인 우 랜드에서 살고 있는 인간 소년 제이크과, 마법의 힘으로 몸의 크기와 모양을 자유자재로 변화할 수 있는 개 제이크의 모험을 다루고 있다. 그 외 주요 등장인물로는 버블검 공주, 얼음 대왕, 뱀파이어 여왕 마르셀린 등이 있다. 주된 에피소드 전개로는 핀과 제이크가 이상한 생명체를 조사하거나 얼음 대왕과 상대하고, 다른 이들을 돕기 위해 괴물들을 무찌르는 이야기 등이 있다. 이번 시즌에서는 자신의 과거를 찾기 위해 항해에 나섰다가 돌아온 핀이 원소의 힘에 의해 디스토피아 세계로 바뀌어 버린 우 랜드를 되돌리려는 이야기에 대해 다룬 《Elements》가 방영되었으며, 자신의 정체성에 혼란을 겪은 핀의 도플갱어 펀이 사악한 힘에 굴복하는 이야기를 다루고 있다.

### 제작

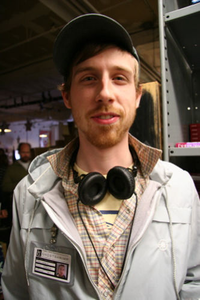
배경 디자이너를 맡은 고스트슈림프.

원래 이번 시즌의 에피소드들은 여덟 번째 시즌의 후반부로 제작되었다. 그러나 카툰 네트워크에서 각종 스트리밍 사이트에 제작 순서와는 다르게 에피소드를 업로드하면서 시즌 7은 〈Bonnie & Neddy〉부터 〈The Thin Yellow Line〉까지 총 26편으로 공개되었고, 〈Broke His Crown〉부터 〈Reboot〉까지와 〈Two Swords〉부터 《Islands》까지가 시즌 8로 공개되었다. 이후 〈Orb〉부터 (원래 시즌 8의 마지막이었던) 〈Three Buckets〉까지가 시즌 9로 분류되었다.
아홉 번째 시즌의 스토리 작가로는 잭 펜다비스, 애덤 무토, 애슐리 버치, 켄트 오즈번, 줄리아 포트가 참여하였다. 펜다비스는 여덟 번째 시즌에서 버치가 작품을 떠난 이후 "작품의 가장 어려운 시기에 줄리아 포트가 낙하산을 타고 내려와 두려움 없이 놀라운 열정과 기발함을 보여주며 우리가 앞으로 나아갈 수 있도록 이끌어 주었다."라고 말하였다. 스토리보드 작가진은 애덤 무토, 샘 올던(Sam Alden), 폴리 구오(Polly Guo), 수 킴(Seo Kim), 솜빌레이 제이어폰(Somvilay Xayaphone), 로라 크네츠거(Laura Knetzger), 스티브 울프하드, 톰 허피치, 그레이엄 폴크(Graham Falk), 켄트 오즈번, 한나 K. 니스트롬(Hanna K. Nyström), 알렉스 숀월드(Aleks Sennwald)로 구성되었다.
전 배경 디자이너를 맡았던 고스트슈림프(Ghostshrimp)는 〈Abstract〉, 〈Fionna and Cake and Fionna〉와 〈Whispers〉의 배경 디자인을 다시 맡았다. 고스트슈림프는 시즌 4 이후 작품을 떠났었으나 지난 시즌 7에서 배경 디자인을 다시 맡은 바가 있었다. 웹 시리즈 《베이먼 파이더먼》(Baman Piderman)로 유명한 부부 팀 알렉스와 린지 스몰부테라가 객원 애니메이터로 〈Ketchup〉의 애니메이션 일부를 맡았다. 둘은 지난 시즌의 〈Beyond the Grotto〉에서도 애니메이터로 참여한 바가 있었다.

### 미니시리즈
2017년 3월 31일 카툰 네트워크는 2017-18 프로그램 라인업 발표에서 세 번째 미니시리즈를 방영할 것이라는 사실을 공개하였다. 이후 2017년 4월 24일부터 27일까지 《Elements》(더빙명 《원소의 정령》)가 방영되었다. 해당 미니시리즈는 핀이 자신의 과거를 찾아 나서는 동안 원소의 힘에 의해 디스토피아 세계로 변해 버린 우 랜드의 이야기를 다루었다. 핀과 제이크는 얼음 대왕과 베티, LSP와 함께 우 랜드를 원래대로 되돌리려고 시도하게 된다.
앞선 두 미니시리즈인 《Stakes》와 《Islands》와 마찬가지로 이번 《Elements》에서도 새 오프닝 시퀀스를 선보였다. 한나 K. 니스트롬이 스토리보드를 맡았고, 유아사 마사아키의 사이언스 사루(Science SARU)에서 애니메이션을 맡았다. 해당 오프닝에서는 《어드벤처 타임》의 세계관 속 네 개의 주된 원소를 상징하는 장면이 삽입되었다. 오프닝의 주제가는 버블검 공주의 성우인 힌든 월치가 불렀다.

## 방영 및 반응

### 방영
지난 시즌 6·7·8과 동일하게 시즌 9에서도 "에피소드 폭탄"이라고 부르는 연속 방영이 이루어졌다. 2017년 4월 21일부터 4월 27일까지 1화 〈Orb〉부터 《Elements》까지가 방영되었고, 2017년 7월 17일부터 7월 21일까지는 〈Abstract〉부터 마지막 화 〈Three Buckets〉까지가 방영되었다.

### 시청자 수
첫 에피소드 〈Orb〉는 2017년 4월 21일 첫 방영 일주일 전 모바일 앱을 통해 선공개가 이루어졌다. 해당 에피소드는 71만 명의 시청자 수를 기록하였고, 18-49 연령대 닐슨 시청률에서 0.19를 기록하였다. 이는 18세부터 49세까지의 전체 TV 시청 가구 중 0.19%가 해당 에피소드를 시청하였다는 의미이다. 미니시리즈 《Elements》는 약간의 시청률 상승세를 보였으나 100만 명 미만의 시청자 수를 기록하였으며, 마지막 에피소드 〈Three Buckets〉 역시 85만 명의 시청자 수에 18-49 연령대 닐슨 시청률 0.23을 기록하였다. 이로써 시즌 9은 시청자 수 100만 명을 넘지 못한 첫 시즌이 되었다.

### 평가 및 수상
《디 A.V. 클럽》의 올리버 사바(Oliver Sava)는 《Elements》에 B 등급을 주었고, 나머지 에피소드들에는 'A'와 'B'를 각각 세 개씩 부여하였다.
사바는 《Elements》의 리뷰에서 미니시리즈가 등장인물들의 사이의 주된 관계를 재정립하면서 시청자들이 우 랜드로 다시 되돌아올 수 있도록 도와주었다고 말하였다. 최고의 에피소드로는 〈Cloudy〉를 꼽으며 "가장 단순하고 조용하면서도 가장 영향력있는 에피소드"라고 말하였다. 다만 후반부의 줄거리 구성에 대해서는 재료를 수집하여 문제를 해결하는 일반적인 영웅 이야기의 서사를 그대로 답습하였으며, 각 장 사이가 반복되는 것 같아 실망스럽다고 평하였다. 《뉴사라마》의 잭 스미스(Zack Smith)는 미니시리즈에 10점 만점에 8점을 주며 호평하였다. 《페이스트》의 잭 블루먼펠드(Zack Blumenfeld)는 지난 두 미니시리즈 대비 《Elements》의 이야기가 서로 잘 결합되어 있다고 말하면서, "동시에 《어드벤처 타임》의 초현실적인 뿌리를 되찾고 감정적으로 한발 앞서 나갔다."라고 평하였다.
〈Ketchup〉을 제작한 알렉스와 린지 스몰부테라는 프라임타임 크레이티브 아츠 에미상에서 애니메이션 부문 뛰어난 개인상(Outstanding Individual Achievement in Animation)을 수상하였다.

## 에피소드 목록
| 전체 번호 | 시즌 번호 | 제목 한국어판 제목                                      | 슈퍼바이징 감독 | 작가                            | 본 방송 날짜    | 한국 방송 날짜  | 제작 번호 | 시청자 수 (100만) |
| --------- | --------- | ------------------------------------------------------- | --------------- | ------------------------------- | --------------- | --------------- | --------- | ----------------- |
| 253       | 1         | "Orb" "구름"                                            | 엘리자베스 이토 | 알렉스 숀월드, 애덤 무토        | 2017년 4월 21일 | 2017년 7월 26일 | 1042-259  | 0.71              |
| 254       | 2         | "Skyhooks"(《Elements》 1부) "하늘 고리"                | 콜 산체스       | 샘 올던, 폴리 구오              | 2017년 4월 24일 | 2018년 2월 16일 | 1042-260  | 0.83              |
| 255       | 3         | "Bespoken For"(《Elements》 2부) "이야기를 듣다"        | 엘리자베스 이토 | 솜빌레이 제이어폰, 수 킴        | 2017년 4월 24일 | 2018년 2월 16일 | 1042-261  | 0.83              |
| 256       | 4         | "Winter Light"(《Elements》 3부) "겨울의 빛"            | 콜 산체스       | 스티브 울프하드, 로라 크네츠거  | 2017년 4월 25일 | 2018년 2월 16일 | 1042-262  | 0.98              |
| 257       | 5         | "Cloudy"(《Elements》 4부) "클라우디"                   | 엘리자베스 이토 | 그레이엄 폴크, 켄트 오즈번      | 2017년 4월 25일 | 2018년 2월 16일 | 1042-263  | 0.98              |
| 258       | 6         | "Slime Central"(《Elements》 5부) "끈끈이의 중심으로"   | 엘리자베스 이토 | 알렉스 숀월드, 한나 K. 니스트롬 | 2017년 4월 26일 | 2018년 2월 16일 | 1042-264  | 0.92              |
| 259       | 7         | "Happy Warrior"(《Elements》 6부) "행복한 전사들"       | 콜 산체스       | 샘 올던, 폴리 구오              | 2017년 4월 26일 | 2018년 2월 16일 | 1042-265  | 0.92              |
| 260       | 8         | "Hero Heart"(《Elements》 7부) "영웅의 심장"            | 엘리자베스 이토 | 솜빌레이 제이어폰, 수 킴        | 2017년 4월 27일 | 2018년 2월 16일 | 1042-266  | 0.90              |
| 261       | 9         | "Skyhooks II"(《Elements》 8부) "하늘 고리 2"           | 콜 산체스       | 스티브 울프하드                 | 2017년 4월 27일 | 2018년 2월 16일 | 1042-267  | 0.90              |
| 262       | 10        | "Abstract" "추상화"                                     | 애덤 무토       | 그레이엄 폴크, 로라 크네츠거    | 2017년 7월 17일 | 2017년 8월 2일  | 1042-268  | 0.77              |
| 263       | 11        | "Ketchup" "밀린 이야기"                                 | 엘리자베스 이토 | 솜빌레이 제이어폰, 수 킴        | 2017년 7월 18일 | 2017년 8월 23일 | 1042-271  | 0.67              |
| 264       | 12        | "Fionna and Cake and Fionna" "피오나와 케이크와 피오나" | 엘리자베스 이토 | 알렉스 숀월드, 한나 K. 니스트롬 | 2017년 7월 19일 | 2017년 8월 9일  | 1042-269  | 0.69              |
| 265       | 13        | "Whispers" "속삭임"                                     | 콜 산체스       | 샘 올던, 폴리 구오              | 2017년 7월 20일 | 2017년 8월 16일 | 1042-270  | 0.76              |
| 266       | 14        | "Three Buckets" "세 개의 양동이"                        | 콜 산체스       | 톰 허피치, 스티브 울프하드      | 2017년 7월 21일 | 2017년 8월 30일 | 1042-272  | 0.85              |

## 홈 미디어

### 미니시리즈
미니시리즈 《Elements》의 DVD는 오스트레일리아에서만 단독 발매되었다.
| 《Elements》                                                                      |                                                                                   |             |             |
| 세부 정보                                                                         | 세부 정보                                                                         | 특별 부록   | 특별 부록   |
| - 에피소드 8편 - 디스크 1개 구성 - 1.78:1 종횡비 - 영어 자막 - 돌비 스테레오 지원 | - 에피소드 8편 - 디스크 1개 구성 - 1.78:1 종횡비 - 영어 자막 - 돌비 스테레오 지원 | - 추후 공개 | - 추후 공개 |
| 발매 날짜                                                                         |                                                                                   |             |             |
| 지역 코드 1                                                                       | 지역 코드 4                                                                       | 지역 코드 A | 지역 코드 B |
| 미발매                                                                            | 2018년 7월 3일                                                                    | 미발매      | 미발매      |

### 미국 발매
미국에서는 시즌 8부터 10까지의 모든 에피소드를 포함하는 DVD 세트가 2018년 9월 4일 발매되었다.
| 《Adventure Time: The Final Seasons》                                        |                                                                              |                                                                    |                                                                    |
| 세부 정보                                                                    | 세부 정보                                                                    | 특별 부록                                                          | 특별 부록                                                          |
| - 시즌 8-10 - 에피소드 58편 - 1.78:1 종횡비 - 영어 자막 - 돌비 스테레오 지원 | - 시즌 8-10 - 에피소드 58편 - 1.78:1 종횡비 - 영어 자막 - 돌비 스테레오 지원 | - 애니매틱스 영상 - 데모 노래 - 캐릭터 아트 갤러리 - 비하인드 영상 | - 애니매틱스 영상 - 데모 노래 - 캐릭터 아트 갤러리 - 비하인드 영상 |
| 발매 날짜                                                                    |                                                                              |                                                                    |                                                                    |
| 지역 코드 1                                                                  | 지역 코드 4                                                                  | 지역 코드 A                                                        | 지역 코드 B                                                        |
| 2018년 9월 4일                                                               | 해당 없음                                                                    | 해당 없음                                                          | 해당 없음                                                          |

### 오스트레일리아 발매
오스트레일리아에서는 2018년 12월 19일, 시즌 9의 모든 에피소드를 담은 DVD와 블루레이 디스크가 발매되었다.
| 《Adventure Time: The Complete Ninth Season》                             |                                                                           |             |                  |
| 세부 정보                                                                 | 세부 정보                                                                 | 특별 부록   | 특별 부록        |
| - 시즌 9 - 에피소드 14편 - 1.78:1 종횡비 - 영어 자막 - 돌비 스테레오 지원 | - 시즌 9 - 에피소드 14편 - 1.78:1 종횡비 - 영어 자막 - 돌비 스테레오 지원 | - 추후 공개 | - 추후 공개      |
| 발매 날짜                                                                 |                                                                           |             |                  |
| 지역 코드 1                                                               | 지역 코드 4                                                               | 지역 코드 A | 지역 코드 B      |
| 해당 없음                                                                 | 2018년 12월 19일                                                          | 해당 없음   | 2018년 12월 19일 |